# إرني أومالي
إرنست برنارد مالي (26 مايو 1897-25 مارس 1957) جمهوري، وكاتب أيرلندي. حظي بتربية محمية، لكنه شهد وشارك في ثورة عيد الفصح عام 1916، فكان الحدث أساسًا في تغيير نظرته. سرعان ما انضم أومالي إلى المتطوعين الأيرلنديين قبل مغادرته المنزل في ربيع عام 1918 ليصبح ضابط تدريب في الجيش الجمهوري الأيرلندي خلال حرب الاستقلال الأيرلندية (1919-1921) ضد البريطانيين. في الفترة اللاحقة من هذا الصراع، عُين قائد فرقة برتبة جنرال. بعد ذلك، عارض أومالي بشدة المعاهدة الإنجليزية الأيرلندية، وأصبح مساعد رئيس أركان الجيش الجمهوري الأيرلندي المناهض للمعاهدة خلال الحرب الأهلية الأيرلندية 1922-1923.
كتب مذكرتين، حول جرح رجل آخر وشعلة الغناء، وكتابين تاريخين، الغارات والتجمعات والانتفاضة: شون كونولي من لونغفورد. تغطي المذكرات نشأته، وحرب الاستقلال، وفترة الحرب الأهلية. جعلته هذه الأعمال المنشورة، بما في ذلك دوره كقائد كبير في الجانب الخاسر في الحرب الأهلية، مصدرًا أساسيًا في دراسة التاريخ والمجتمع الأيرلندي في أوائل القرن العشرين.
أجرى أومالي مقابلات مع 450 مشاركًا في الحرب ضد بريطانيا والحرب الأهلية. مثلت الكثير من الأدلة التي جمعها منهم، أنشطة وآراء الجندي العادي. بحلول وقت وفاته في عام 1957، أصبح «بطلًا عسكريًا يحظى باحترام كبير». تجنب أومالي السياسة على الرغم من انتخابه، خلافًا لرغباته، لدويل أيرن في عام 1923 أثناء وجوده في السجن. بصفته جمهوريًا أيرلنديًا، كان يرى نفسه في المقام الأول على أنه جندي «حارب وقتل أعداء أمتنا».

## سيرته المهنية الثورية

### ثورة عيد الفصح والمتطوعون الأيرلنديون
كان أومالي في سنته الأولى في دراسة الطب في كلية الطب في جامعة دبلن، عندما هزَّت المدينة في أبريل 1916 ثورة عيد الفصح التي أثرت فيه تأثيرًا عميقًا. في عيد الفصح يوم الاثنين عام 1916، لاحظ من جسر أوكونيل علمًا جديدًا باللون الأخضر والأبيض والبرتقالي على قمة مبنى حزب التحرير الشعبي الذي احتله المتمردون القوميون. عند دخوله شارع أوكونيل، قرأ إعلان الجمهورية عند قاعدة النصب التذكاري لنيلسون. من بين قادة «الحكومة المؤقتة للجمهورية الأيرلندية» الجديدة، التقى أومالي بتوم كلارك وشاهد باتريك بيرس للمرة الأولى بضع دقائق وهو يخرج إلى أمام مكتب البريد العام. كان يعرف أيضًا توماس ماكدونا من محاضرة الأخير في كلية دبلن الجامعية.
حاول بعض أصدقاء أومالي المناهضين للثورة إقناعه بالانضمام إليهم في الدفاع عن كلية الثالوث في دبلن ضد المتمردين إذا حاولوا الاستيلاء عليها. عُرض عليه استخدام بندقية إذا عاد لاحقًا وساعدهم. في طريقه إلى المنزل التقى بزميل له كان مبتهجًا لاندلاع القتال. عند التعرف على الطلاب من كلية الثالوث، سأل ذلك الشاب أومالي: «ما هو الثالوث بالنسبة لك؟» لاحظ أن أومالي قد يطلق النار على زملائه الأيرلنديين، الذين لا يكرههم، إذا أخذ تلك البندقية. إن تحذيره من التفكير مليًا قبل أي تصرف أعطى أومالي مادة للتفكير، على الرغم من أنه يتذكر أن شعوره الأساسي كان مجرد تضايق من المتاعب التي سببها القتال.
شهد أومالي الكثير في دبلن أعقاب ذلك. وشمل ذلك زيارات العودة إلى شارع أوكونيل في تلك الليلة وبعد ظهر اليوم التالي. كذلك احتفظ بمذكرات لكل ما رآه، بما في ذلك النهب.
بعد بعض التفكير، قرر التعاطف مع القوميين: الشعب الأيرلندي فقط له الحق في تسوية المسائل الأيرلندية. لذلك، أطلق هو وصديقه النار على القوات البريطانية من بندقية ماوزر التي قدمتها منظمة الرابطة الغيلية. تحول الاستياء الذي شعر به أومالي من إطلاق النار على ثلاثة من الموقعين على الإعلان إلى غضب من إعدام جون ماكبرايد في أوائل مايو، والذي كان يعرفه أيضًا من زيارات منزل العائلة.
بعد فترة وجيزة من الثورة، انخرط أومالي بعمق في النشاط الجمهوري الأيرلندي. في أغسطس 1916، دُعي للانضمام إلى المتطوعين الأيرلنديين، كتيبة دبلن الرابعة، التي تعمل جنوب نهر ليفي. ومع ذلك، نظرًا لأن تلك الكتيبة كانت بعيدة جدًا، بعد فترة من عيد الميلاد 1916 أصبح عضوًا في الكتيبة الأولى، السرية إف، لأن قاعدتها شمال ليفي كانت أقرب بكثير إلى منزل العائلة. في وقت لاحق كُلف بالإشارات. تشكلت تلك السرية من 12 رجلًا فقط في عام 1916، ونمت بشكل مطرد خلال عامي 1917 و1918. كان فرانك مكابي قائد السرية.
لم يكن معه مفتاح منزل العائلة، فكانت حريته في الخروج والعودة من المنزل مقيدة. بسبب ذلك وبسبب دراساته الطبية، وجد صعوبة في الالتزام بالموعد المحدد للموكب واضطر إلى رفض تدريب ضباط الصف. ساعده إخوته الثلاثة الصغار في إبقاء أنشطته سرية، لكن الأخ الأكبر فرانك، الضابط في الجيش البريطاني كان معجبًا جدًا به، ولم يكن يعرف شيئًا عن الميول القومية لأخيه.
شاركت السرية إف في التدريب والاستعراضات من قاعة التدريب السرية في ساحة بارنيل 25، وفي بعض الأحيان كانت شخصيات بارزة من أركان الكتيبة حاضرة. من أجل الحصول على سلاح ناري، ارتدى أومالي زي شقيقه في الجيش البريطاني للحصول على تصريح سلاح ناري وشراء مسدس وذخيرة سميث وويسون 38.
في وقت لاحق، دفع 4 جنيهات إسترلينية، وهو مبلغ كبير، مقابل بندقيته الخاصة، لي إنفيلد .303، التي أخفاها في غرفة نومه. أثناء هجوم الهراوات في شارع ويستمورلاند، ضرب أومالي وزملاؤه شرطيًا وهربوا بالهراوة. في النصف الثاني من عام 1917، انضم إلى كونراد نا جيلج.

#### منظم ميداني
كان أومالي يجد صعوبة متزايدة في إخفاء أنشطته عن والديه، اللذين تساءلا عن دوافع المتطوعين الأيرلنديين. أخيرًا، في أوائل مارس 1918، ترك دراسته ومنزل العائلة وهرب، وعمل بدوام كامل مع المتطوعين الأيرلنديين، الذين أطلق عليهم فيما بعد اسم الجيش الجمهوري الأيرلندي. لم يرَ عائلته إلا بعد مضي ثلاث سنوات.
عندما أصبح مرتبطًا بالموظفين التنظيميين للمقر العام تحت إشراف مايكل كولينز، لم يكن هناك أكثر من عشرة أشخاص يمكنهم العمل بدوام كامل للمتطوعين. لم يصدر إلى أومالي أي أوامر صريحة، بدلًا من ذلك، ترك لأجهزته الخاصة تنظيم الألوية الريفية. قاده هذا الواجب إلى ما لا يقل عن 18 منطقة لواء حول أيرلندا. في إحدى المرات، حضر اجتماعًا لقوة أولستر المتطوعين في مدينة ديري لجمع المعلومات الاستخبارية لكنه لم يلتقط شيئًا.
أرسل المقر العام في البداية أومالي إلى مساعد رئيس الأركان، ريتشارد ملكاهي، في دونجانون، مقاطعة تيرون. عُين ملازمًا ثانيًا مسؤولًا عن منطقة كوليسلاند.
في مايو 1918، أرسله كولينز لتنظيم لواء في مقاطعة أوفالي وإجراء الانتخابات. يمكن القول إنه نجا من الأسر أو الموت عندما أوقفته دورية الشرطة الملكية الأيرلندية في فيليبستاون، في نفس المقاطعة، وتجنب بصعوبة الاضطرار إلى سحب مسدس مخفي.
من أثلون، حيث كان يخطط للاستيلاء على معاقل المخازن، أمره كولينز في يوليو بالذهاب للمساعدة في تنظيم الألوية في شمال وجنوب روسكومون على الحدود مع غالواي. حاولت الشرطة القبض عليه وأطلقت عليه النار مرتين وجُرح. عبر مرة أخرى إلى روسكومون وذهب إلى الميدان في الجبال. باستخدام النظارات الميدانية، تجسس أومالي على اللورد الملازم، اللورد فرنش، في روكينغهام هاوس. كان من الممكن أن يكون هذا خطيرًا نظرًا للوجود البريطاني القوي في منطقة كاريك أون شانون المجاورة. استمر الحفر الليلي في صمت شبه كامل خلف مدارس القرية، لكن التنظيم والتخطيط السريين للغارات على ثكنات الشرطة الملكية الأيرلندية للاستيلاء على الأسلحة استمر بغض النظر عن عدد من المقاطعات.